# Coleophora calandrella
Coleophora calandrella é uma espécie de mariposa do gênero Coleophora pertencente à família Coleophoridae.